# Pístov (Jihlava)
Pístov (německy Pistau) je vesnice návesního typu, část statutárního města Jihlava ve stejnojmenném okrese v Kraji Vysočina. Nachází se asi jeden kilometr jihozápadně od Jihlavy. Prochází zde silnice I/38. V roce 2009 zde bylo evidováno 416 adres.
Pístov leží v katastrálním území Pístov u Jihlavy o rozloze 5,75 km².

## Název
Název se vyvíjel od varianty Pestow (1234), Pestew (1235), Pistaw (1359), Piestaw (1678), Pistau (1718, 1720, 1751), Pistau a Pjstow (1846), Pistau a Pístov (1872), Pistov (1881) až k podobám Pístov a Pistau v roce 1924. Místní jméno vzniklo přidáním přivlastňovací přípony -ov k osobnímu jménu Píst.

## Historie
(Přepis záznamu o historii Pístova z podkladů v Okresním archivu v Jihlavě)
Pístov, ležící v údolí Koželužského potoka jihozápadním směrem nedaleko od Jihlavy, byla původně slovanská ves, vzniklá nejdříve ve 12. století. Nejstarší zpráva o ní pochází z roku 1234, kdy jí markrabě Přemysl spolu s Jihlavou a dalšími osadami jihlavského obvodu směnil tišnovskému klášteru. Objevení stříbrných rud však znamenalo, že o šest let později se už opět vrací spolu s Jihlavou do královského majetku. Pístov patří od počátku k nejstarším vsím jihlavského městského majetku, do něhož se dostal zřejmě kvůli dolování, jež existovalo od 13. století také na jeho katastru. Nový rozmach jihlavského dolování v 16. století zachytil také důlní podnikání v Pístově, v pozdějších dobách zde již patrně ustalo a zůstaly po něm jen některé do dneška patrné stopy důlních děl. V osmdesátých letech 19. století bylo objeveno západně od vsi ložisko tuhy, pokusy o její těžbu, opakované ve 20. letech minulého století, však nedosáhly valných výsledků.
Pístov, jehož místní jméno pochází zřejmě od staročeského slova „píst“, byl v souvislosti s hornictvím ve 13. století nově kolonizován německými osadníky a udržel si svůj německý ráz až do moderní doby. Po skončení hornické činnosti se obyvatelstvo živilo vesměs zemědělstvím. Roku 1425 je zde doloženo 9 rolnických usedlostí, v následujícím století 10. Velmi ničivě zasáhla do dějin obce třicetiletá válka. Již v roce 1630 bylo obsazeno jen 8 usedlosti, hlavní katastrofa pak nastala 29. května 1647, kdy byla celá ves vypálena Švédy jihlavské posádky, aby nemohla poskytnout úkryt obléhajícím císařským vojskům. Ves však byla znovu osídlena, takže již roku 1668 se zde nachází sedm osadníků a roku 1700 osm osídlených usedlostí.
V Pístově je od 14. století doložen svobodný dvůr, který byl střídavě v majetku různých jihlavských měšťanských rodin a od 17. století byl nazýván Sitzenhof. Roku 1650 byl Adalbertu Eiesenfelderovi osvobozen od všech povinností k městu, jeho dědicové ho však roku 1684 prodali městu Jihlavě, takže až do roku 1849 byla pak již celá ves v majetku města. Roku 1778 byl dvůr raabizován a rozparcelován na sedm rolnických usedlostí. V polovině 18. století činila robotní povinnost poštovských čtyř sedláků tři dny čtyřspřežní potažní roboty s voly týdně, u tří sedláků tři dny tříspřežní roboty. Po jejím zrušení činila vyvazovací náhrada 1301 zl. 28 kr.
Obecní katastr měl výměru 575 hektarů, z toho bylo 44 hektarů obecního majetku. Obci patřila také hájovna a kaple svaté Trojice na návsi. Pístov byl přifařen do Rančířova a přiškolen do Jihlavy. Od 14. století vedl jihlavský vodovod vodu z rybníků u Pístova. V roce 1842 zde žilo 131 obyvatel, vesměs německé národnosti v 21 domech. V roce 1900 to bylo ve 24 domech 154 Němců a 21 Čechů, v roce 1930 152 Němců a 29 Čechů. V roce 1931 získali Češi zastoupení v obecním zastupitelstvu. Ze starostů jsou doložení F. Schwarz 1929–1931, J. Franz 1931–1938 a J. Lang 1938–1945.

## Obyvatelstvo
Podle sčítání 1930 zde žilo v 26 domech 181 obyvatel. 29 obyvatel se hlásilo k československé národnosti a 151 k německé. Žilo zde 177 římských katolíků a 1 evangelík.
| Rok            | 1869 | 1880 | 1890 | 1900 | 1910 | 1921 | 1930 | 1950 | 1961 | 1970 | 1980 | 1991 | 2001 | 2011 | 2021 |
| -------------- | ---- | ---- | ---- | ---- | ---- | ---- | ---- | ---- | ---- | ---- | ---- | ---- | ---- | ---- | ---- |
| Počet obyvatel | 163  | 189  | 192  | 175  | 167  | 157  | 181  | 147  | 133  | 132  | 142  | 120  | 126  | 151  | 162  |
| Počet domů     | 25   | 24   | 25   | 24   | 24   | 24   | 26   | 34   | 44   | 30   | 33   | 34   | 39   | 51   | 56   |

## Obecní správa
Při sčítání lidu v letech 1850–1879 byl Pístov osadou obce Vysoká v okrese Jihlava. V letech 1880–1976 byl samostatnou obcí, nejprve v okrese Jihlava, v roce 1950 v okrese Jihlava-okolí a od roku 1960 opět v okrese Jihlava. Od 1. srpna 1976 je částí statutárního města Jihlava ve stejnojmenném okrese.

## Pamětihodnosti
- Kaple Nejsvětější Trojice - kulturní památka České republiky
- Křížek u kaple
- Kašna na návsi

## Fotogalerie

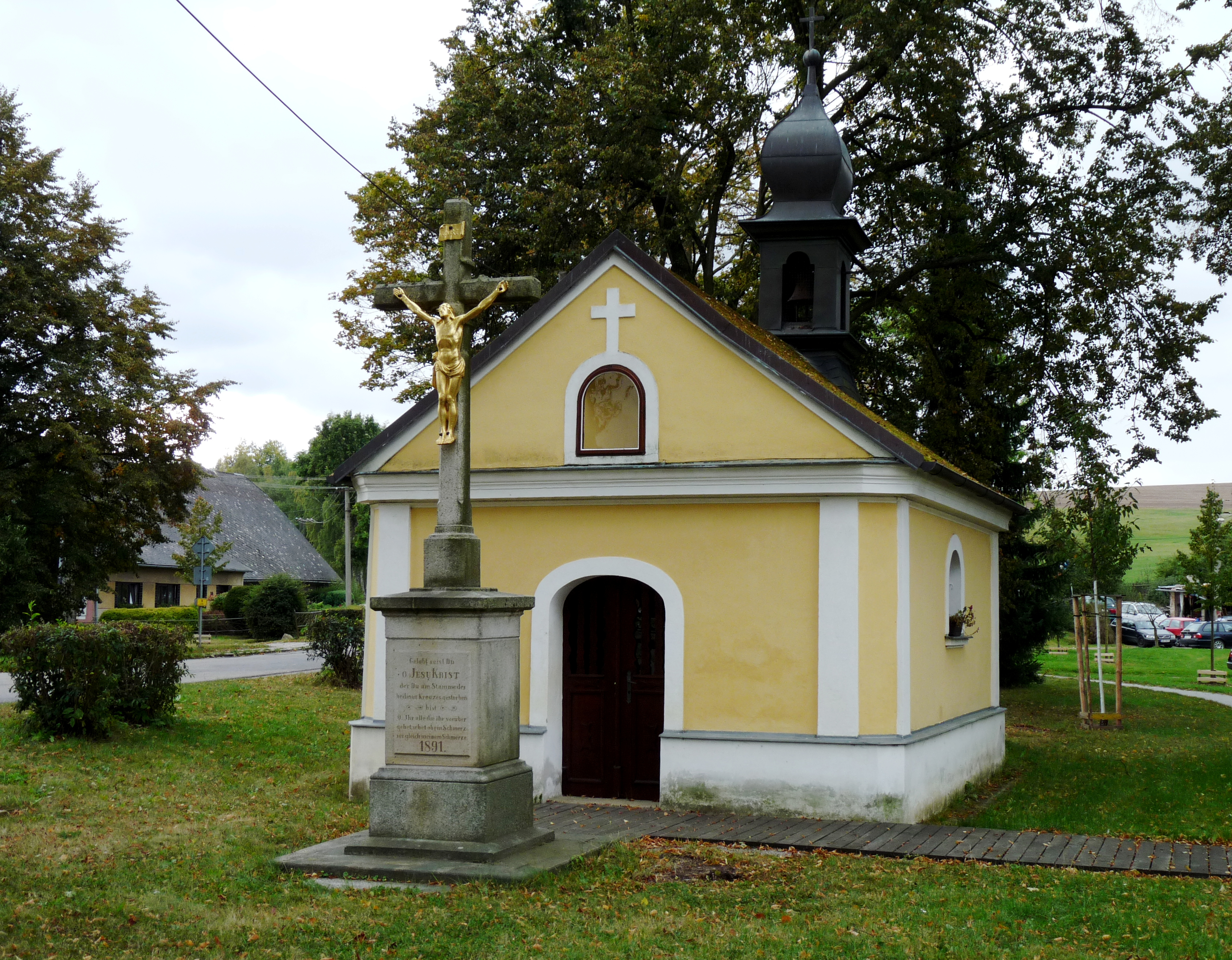
Kaple s křížem
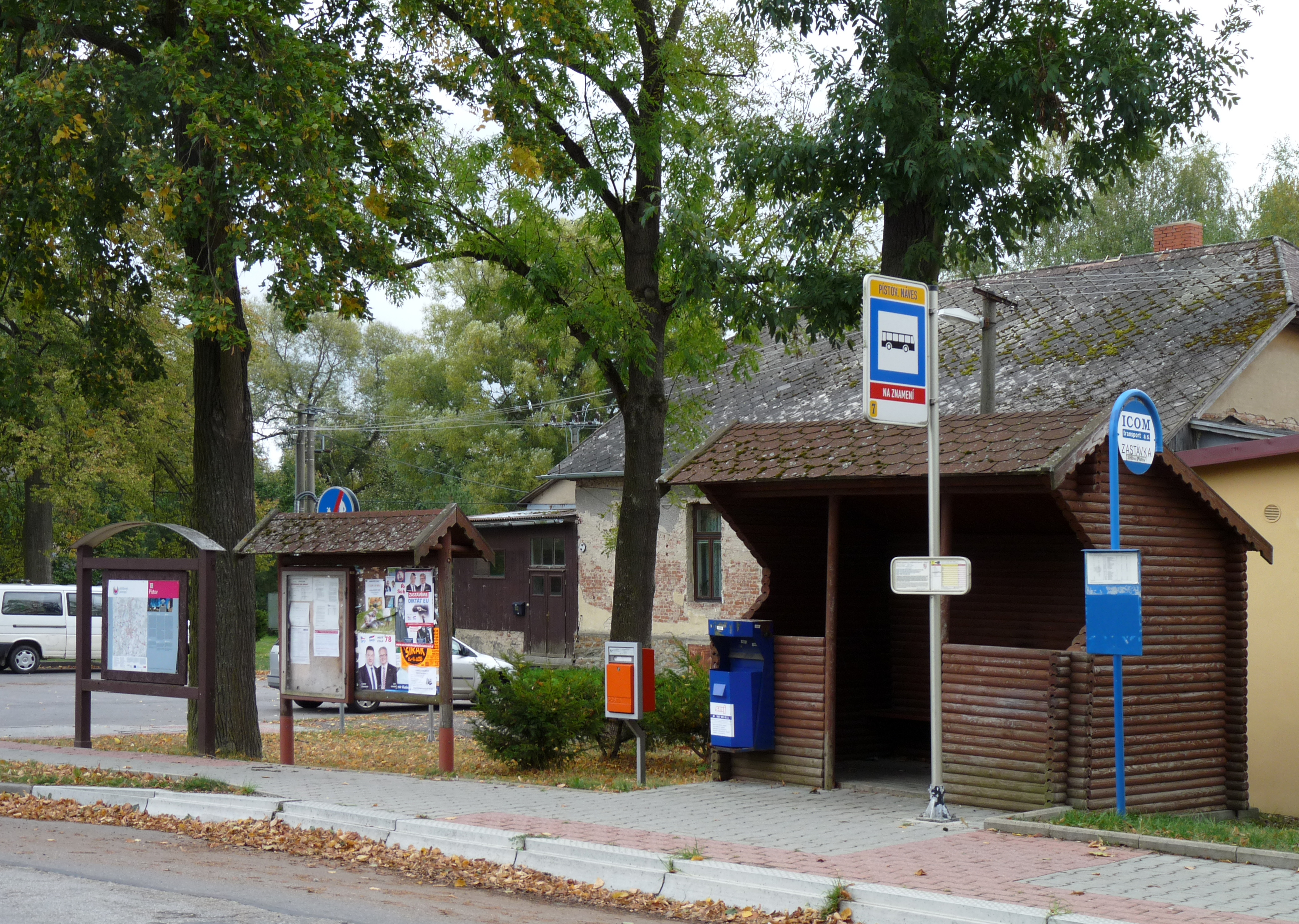
Autobusová zastávka
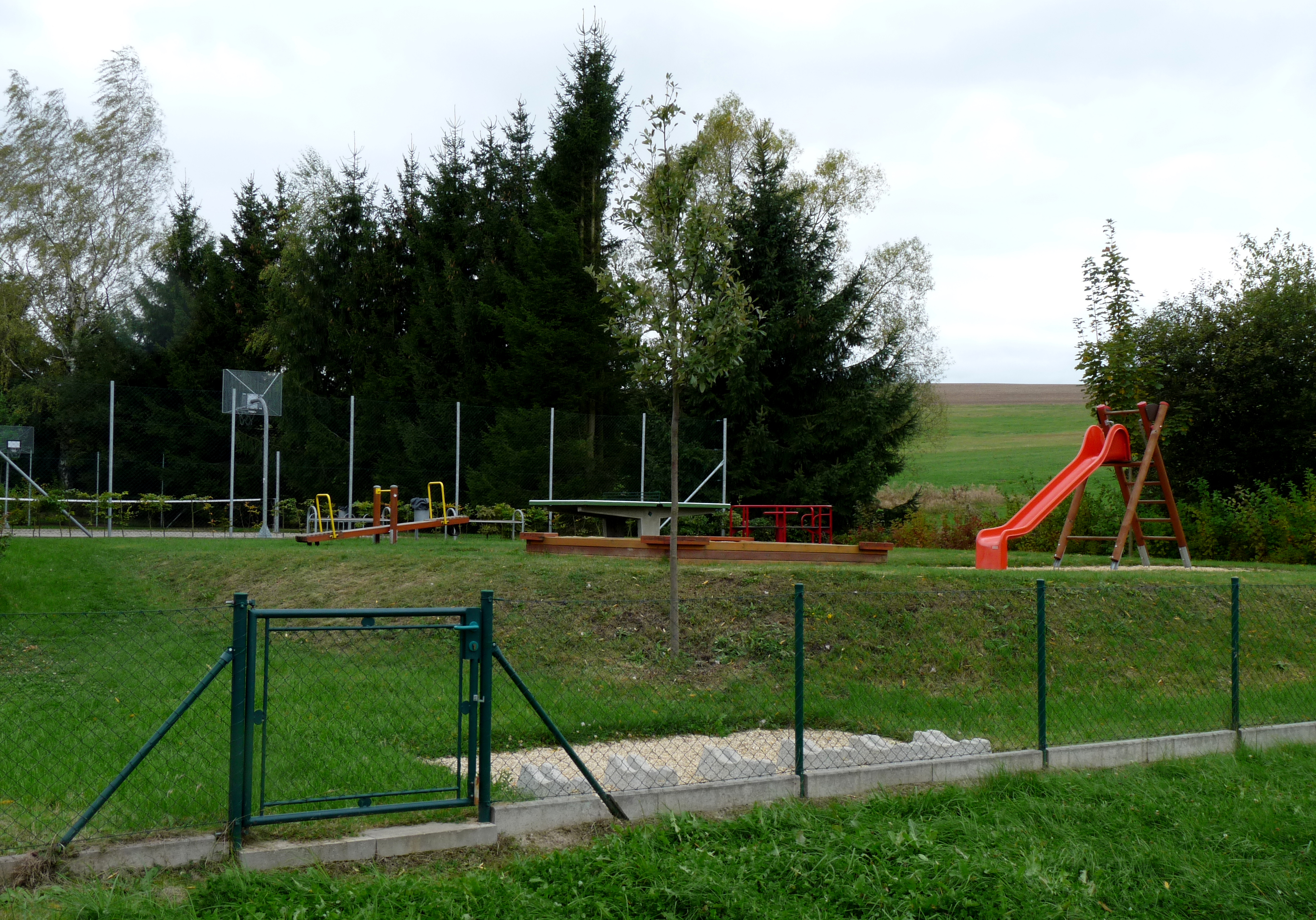
Dětské hřiště
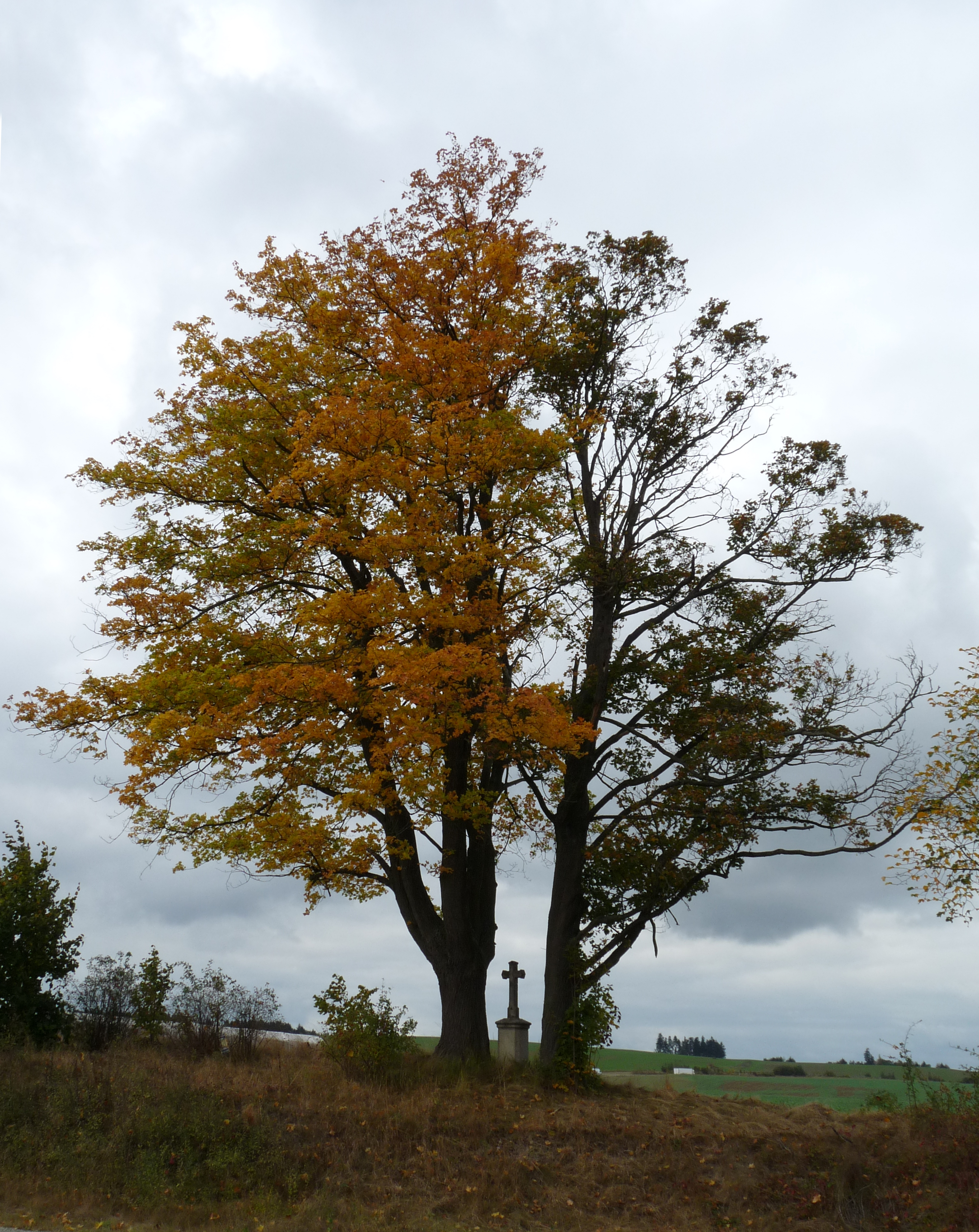
Křížek severovýchodně od vsi